# 进贤门大桥
进贤门大桥是位于广东省揭阳市的一座拱桥，于2023年1月1日正式启用并通车。进贤门大桥全长1,178.1（3,865英尺），宽44.9（147英尺），主桥设计融入进贤门城楼、莲花、五行山墙等城市代表性元素，是揭阳市的首座景观大桥。
进贤门大桥横跨榕江北河，北起揭东区滨江路，南至榕城区临江南路。

## 历史
2018年3月28日，进贤门大桥进行开工建设。
2022年6月，大桥合龙。
2023年1月1日，正式通车运营。

## 图库

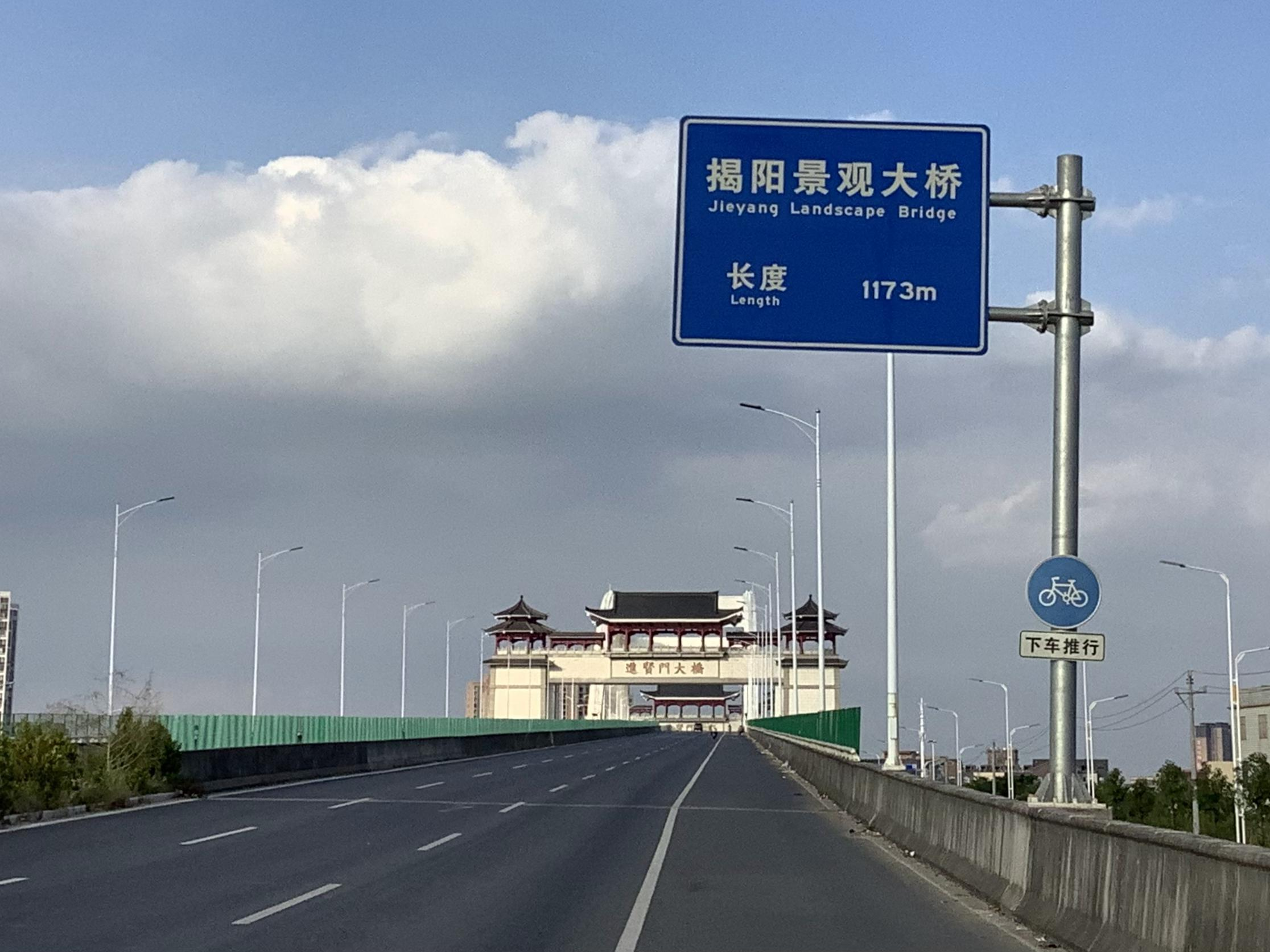
进贤门大桥的路牌显示为“揭阳景观大桥”
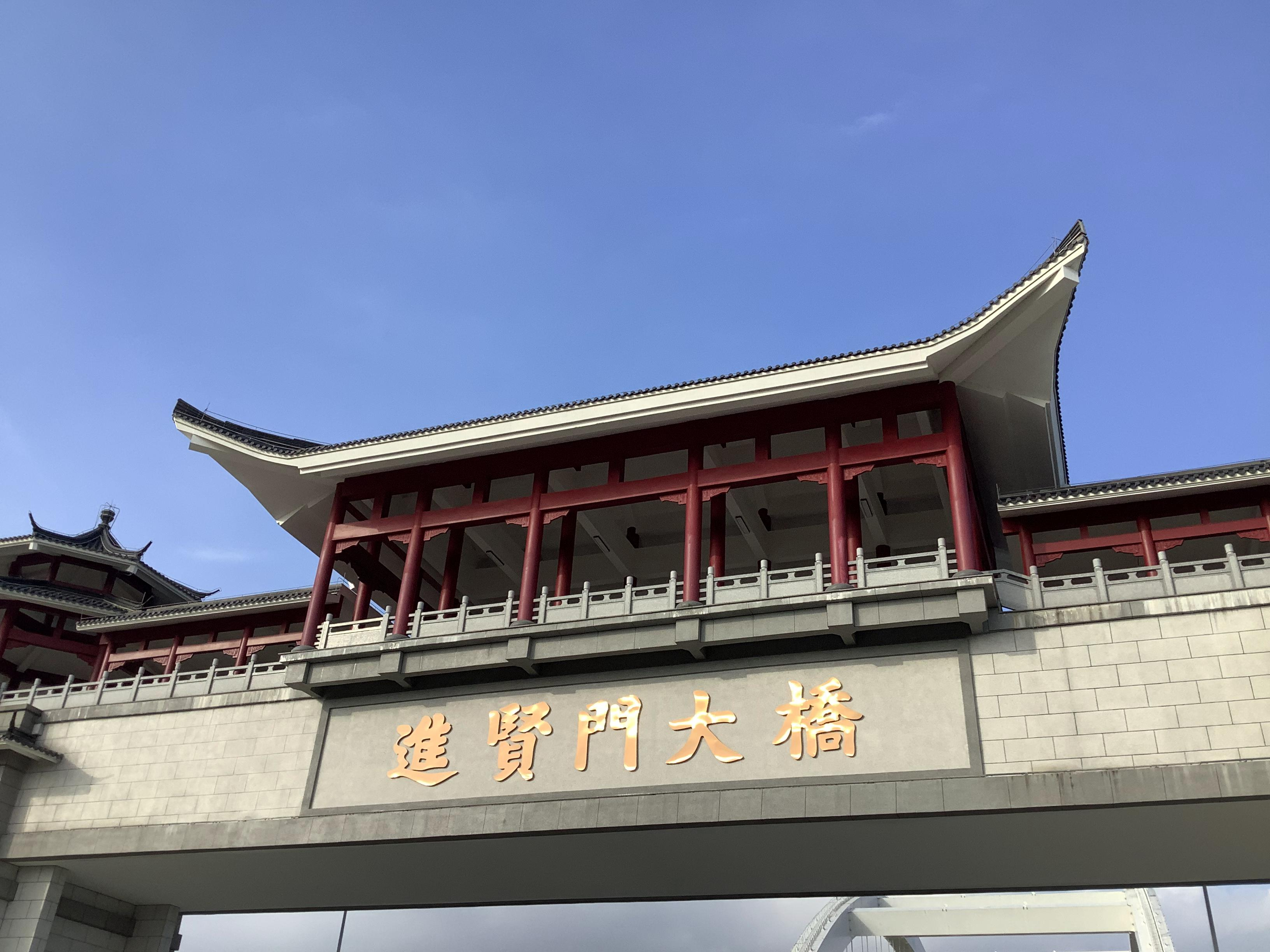
细节